# Cot Garut
Cot Garut är en kulle i Indonesien.   Den ligger i provinsen Aceh, i den västra delen av landet, 1 800 km nordväst om huvudstaden Jakarta. Toppen på Cot Garut är 155 meter över havet.
Terrängen runt Cot Garut är kuperad söderut, men norrut är den platt. Terrängen runt Cot Garut sluttar norrut. Runt Cot Garut är det ganska tätbefolkat, med 116 invånare per kvadratkilometer. I omgivningarna runt Cot Garut växer i huvudsak städsegrön lövskog.